# Leptochloa squarrosa
Leptochloa squarrosa är en gräsart som beskrevs av Pilg.. Leptochloa squarrosa ingår i släktet spretgräs, och familjen gräs. Inga underarter finns listade i Catalogue of Life.